# مارک آندرس لپیک
مارک آندرس لپیک (استونیایی: Mark Anders Lepik؛ زادهٔ ۱۰ سپتامبر ۲۰۰۰) بازیکن فوتبال اهل استونی است.
وی همچنین در تیم‌های ملی فوتبال زیر ۱۷ سال استونی، زیر ۱۹ سال استونی، و استونی بازی کرده‌است.